# Джуро Джакович (холдинг)
45°09′59″ пн. ш. 18°00′43″ сх. д. / 45.16627° пн. ш. 18.01188° сх. д.
Холдинг «Джуро Джакович» (хорв. Đuro Đaković Holding d.d.) — хорватський холдинг у галузі машинобудування і металообробки з міста Славонський Брод. Названий на честь чільного югославського комуністичного діяча з міжвоєнного періоду. Тікер холдингу: DDJH-R-A (Загребська фондова біржа)

## Історія

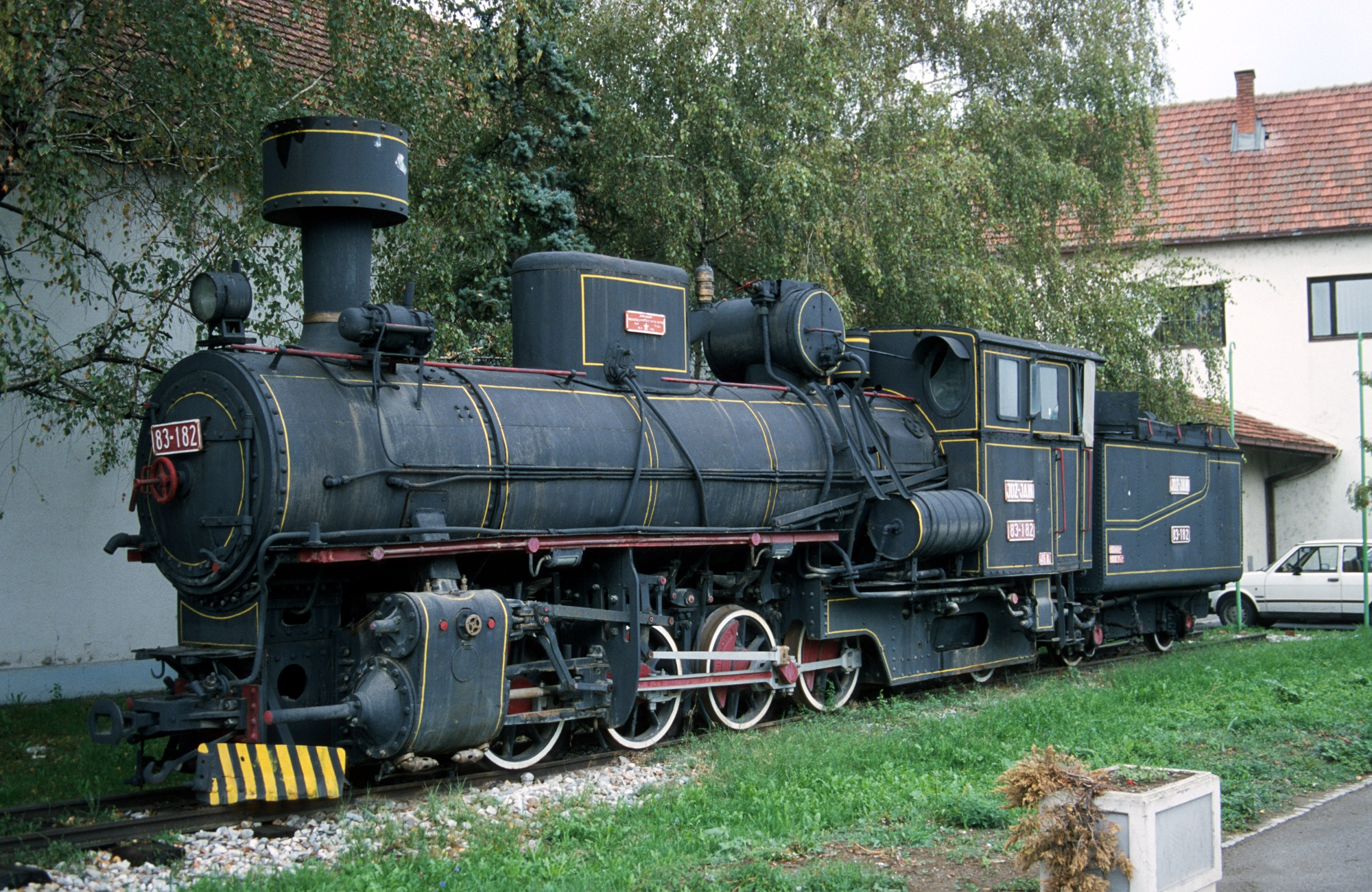
Збудований довоєнним підприємством «Джуро Джакович» паротяг JDŽ-Reihe 83 (BHStB IVa5)

Заснований 1991 року Хорватським фондом розвитку, Хорватським залізничним підприємством і тодішнім підприємством «Виробниче об'єднання ім. Джуро Джаковича».
Витоки компанії сягають створення заводу металевих виробів у Броді-на-Саві в 1921 році.
1926 року компанія збудувала свій перший міст, перший залізничний транспортний засіб і перший паровий котел. У 1928 році випустила свій перший трамвай (для Белграда). У 1930-х побудувала завод з виробництва місткостей для хімічної промисловості, кранів і самохідних залізничних транспортних засобів. Упродовж ХХ століття вона розширювалася, ставши великим регіональним підприємством такого типу, чия діяльність охоплювала виробництво залізничного рухомого складу, включаючи локомотиви, промислові котли, будівництво електростанцій і великомасштабних металевих конструкцій, у тому числі мостів. У 1970-х діяльність компанії поширилася і на атомну енергетику — компанія взяла участь у будівництві АЕС Кршко. 1990 року компанію було приватизовано, а низка видів виробництв стали окремими підприємствами, тоді як решта згрупувалася у холдинг «Джуро Джакович».
«Джуро Джакович» має давні традиції та зумовлений ними штат досвідчених і висококваліфікованих працівників. Компанія пишається почесним званням першого заводу з виробництва вагонів і поїздів у всій Південно-Східній Європі. Крім того, їй удалося однією з перших у світі виготовити міст повністю зі зварних конструкцій (залізничний міст у Загребі в 1939 році), тим-то не дивно, що саме «Джуро Джакович» є однією з трьох хорватських компаній, здатних побудувати найскладніші мостові конструкції (Масленицький міст), і єдиною, що спеціалізується на мостах зі сталевих конструкцій.

## Сьогодення
На сьогоднішній день холдинг «Джуро Джакович» входить у групу компаній «Джуро Джакович» як материнська і управлінська компанія, яка об'єднує чотири акціонерні товариства, у яких холдинг «Джуро Джакович» є власником контрольного пакету акцій. Товариства, що складають холдинг «Джуро Джакович»:
- АТ «Джуро Джакович — Спецтехніка»
- АТ «Джуро Джакович — Промислові рішення»
- АТ «Джуро Джакович — Машинна обробка»
- АТ «Джуро Джакович — Енергетика та інфраструктура»

Підприємства зайняті у трьох сферах підприємницької діяльності: оборона, транспорт і енергетика, — пропонуючи повний спектр послуг з урахуванням потреб клієнтів, від комплексних рішень «під ключ» до одиничних виробів, запчастин і компонентів, а також ремонт і технічне обслуговування.
Окрім Хорватії, група має досить розгалужену бізнес-мережу в Європі і за її межами, куди експортує багато зі своїх виробів. Зокрема, це стосується західноєвропейських ринків, де обсяги виторгу невпинно зростають.